# Теорема Косамбі — Карунена — Лоева
Теорема Косамбі — Кархунена — Лоева (названа на честь Дамодар Дхармананда Косамбі, Карі Кархунена та Мішеля Лоева),, це розклад випадкового процесу у вигляді нескінченної лінійної комбінації ортогональних функцій, що є аналогом представлення функції в ряд Фур'є на обмеженому інтервалі. Цей розклад тісно пов'язаний з методом головних компонент (PCA), який широко використовується в аналізі даних.
Першим хто розглянув розклад випадкового процесу у вигляді нескінченного ряду Дамодаром Дхарманандою Косамбі. Існує декілька розкладів стохастичного процесу: якщо процес заіндексований над {\displaystyle [a,b]}, то будь-який ортонормований базис в {\displaystyle L_{2}[a,b]} задає розклад в цій формі. Важливість теореми Кархунена – Лоева полягає в тому, що вона дає найкращий базис у сенсі мінімізації середньої квадратичної помилки.
На відміну від ряду Фур'є, де коефіцієнти є фіксованими числами і базис складається з синусоїдальних функцій (тобто функцій синуса та косинуса), коефіцієнти в теоремі Кархунена – Лоева є випадковими величинами, а базис розкладання залежить від процесу. Фактично, ортогональні базисні функції, що використовуються в цьому розкладі, визначаються коваріаційною функцією процесу.
У випадку центрованого випадкового процесу {\displaystyle {\{X_{t}\}}_{t\in [a,b]}} (центрований означає {\displaystyle \mathbf {E} [X_{t}]=0} для всіх {\displaystyle t\in [a,b]}), що задовольняє умову технічної неперервності, {\displaystyle X} допускає розкладання
{\displaystyle X_{t}=\sum _{k=1}^{\infty }Z_{k}e_{k}(t),}
де {\displaystyle Z_{k}} є попарно некорельованими випадковими величинами, а функції {\displaystyle e_{k}} є неперервними дійсними функціями на {\displaystyle [a,b]}, які є попарно ортогональними в {\displaystyle L_{2}[a,b]}. Загальний випадок процесу {\displaystyle X_{t}}, який не є центрованим, можна повернути до випадку центрованого процесу, розглядаючи {\displaystyle X_{t}-\mathbf {E} [X_{t}]}, який є центрованим процесом.
Крім того, у випадку нормального процесу, випадкові величини {\displaystyle Z_{k}} є нормально розподіленими і стохастично незалежними. Цей результат узагальнює перетворення Кархунена – Лоева. Важливим прикладом центрованого стохастичного процесу на {\displaystyle [0,1]} є процес Вінера; теорема Кархунена – Лоева може бути використана для забезпечення канонічного ортогонального представлення для нього. У цьому випадку розкладання складається з синусоїдальних функцій.

## Формулювання
- У цій статті ми розглядатимемо квадратично інтегрований випадковий процес {\displaystyle X_{t}} із нульовим середнім, визначений у ймовірнісному просторі {\displaystyle (\Omega ,F,\mathbf {P} } та проіндексований у замкненому інтервалі {\displaystyle [a,b]} з коваріаційною функцією {\displaystyle K_{X}(s,t)}. Таким чином ми маємо:

{\displaystyle {\begin{aligned}\forall t\in [a,b]\qquad &X_{t}\in L^{2}(\Omega ,F,\mathbf {P} ),\\\forall t\in [a,b]\qquad &\mathbf {E} [X_{t}]=0,\\\forall t,s\in [a,b]\qquad &K_{X}(s,t)=\mathbf {E} [X_{s}X_{t}].\end{aligned}}}
- Пов'яжемо з {\displaystyle K_{X}} лінійний оператор {\displaystyle T_{K_{X}}} визначений таким чином:

{\displaystyle {\begin{aligned}T_{K_{X}}\colon \quad L^{2}([a,b])&\to L^{2}([a,b]),\\f&\mapsto T_{K_{X}}f=\int _{a}^{b}K_{X}(s,\cdot )f(s)\,{\rm {d}}s.\end{aligned}}}
Оскільки {\displaystyle T_{K_{X}}} є лінійним оператором, то має сенс говорити про його власні значення {\displaystyle {\lambda }_{k}} та власні функції {\displaystyle e_{k}}, які знаходяться за допомогою розв'язування однорідного інтегрального рівняння Фредгольма другого роду
{\displaystyle \int _{a}^{b}K_{X}(s,t)e_{k}(s)\,ds=\lambda _{k}e_{k}(t)}

## Формулювання теореми
Теорема. Нехай {\displaystyle X_{t}}— квадратично інтегрований випадковий процес, визначений у ймовірнісному просторі {\displaystyle (\Omega ,F,\mathbf {P} )} та проіндексований на інтервалі {\displaystyle [a,b]}, з неперервною коваріаційною функцією {\displaystyle K_{X}(s,t)}.
Тоді {\displaystyle K_{X}(s,t)} є ядром Мерсера, і якщо {\displaystyle e_{k}} ортонормований базис в {\displaystyle L_{2}[a,b]} утворений власними функціями {\displaystyle T_{K_{X}}} з відповідними власними значеннями {\displaystyle {\lambda }_{k}} допускає наступне представлення
{\displaystyle X_{t}=\sum _{k=1}^{\infty }Z_{k}e_{k}(t),}
де збіжність в {\displaystyle L_{2}}, рівномірна по t і
{\displaystyle Z_{k}=\int _{a}^{b}X_{t}e_{k}(t)\,dt}
Крім того, випадкові величини некорельовані {\displaystyle Z_{k}} мають нульове середнє та мають дисперсію {\displaystyle \lambda _{k}}
{\displaystyle \mathbf {E} [Z_{k}]=0,~\forall k\in \mathbb {N} \qquad {\mbox{and}}\qquad \mathbf {E} [Z_{i}Z_{j}]=\delta _{ij}\lambda _{j},~\forall i,j\in \mathbb {N} }
Зауважте, що за допомогою узагальнення теореми Мерсера, ми можемо замінити інтервал {\displaystyle [a,b]} на будь-який компактний простір {\displaystyle C} і міру Лебега на {\displaystyle [a,b]}, носієм якої є {\displaystyle C}.

## Доведення
- Коваріаційна функція {\displaystyle K_{X}} є ядром Мерсера. Згідно з теоремою Мерсера, отже, існує набір {\displaystyle {\lambda }_{k}}, {\displaystyle e_{k}(t)} власних значень і власних функцій {\displaystyle T_{K_{X}}} що утворюють ортонормований базис {\displaystyle L_{2}[a,b]}, і {\displaystyle K_{X}} можна розкласти

{\displaystyle K_{X}(s,t)=\sum _{k=1}^{\infty }\lambda _{k}e_{k}(s)e_{k}(t)}
- Процес {\displaystyle X_{t}} можна розкласти за власними функціями {\displaystyle e_{k}(t)} як:

{\displaystyle X_{t}=\sum _{k=1}^{\infty }Z_{k}e_{k}(t)}
де коефіцієнти (випадкові величини) {\displaystyle Z_{k}} є проекціями {\displaystyle X_{t}} на відповідні власні функції
{\displaystyle Z_{k}=\int _{a}^{b}X_{t}e_{k}(t)\,dt}
- Тоді ми можемо отримати

{\displaystyle {\begin{aligned}\mathbf {E} [Z_{k}]&=\mathbf {E} \left[\int _{a}^{b}X_{t}e_{k}(t)\,dt\right]=\int _{a}^{b}\mathbf {E} [X_{t}]e_{k}(t)dt=0\\[8pt]\mathbf {E} [Z_{i}Z_{j}]&=\mathbf {E} \left[\int _{a}^{b}\int _{a}^{b}X_{t}X_{s}e_{j}(t)e_{i}(s)\,dt\,ds\right]\\&=\int _{a}^{b}\int _{a}^{b}\mathbf {E} \left[X_{t}X_{s}\right]e_{j}(t)e_{i}(s)\,dt\,ds\\&=\int _{a}^{b}\int _{a}^{b}K_{X}(s,t)e_{j}(t)e_{i}(s)\,dt\,ds\\&=\int _{a}^{b}e_{i}(s)\left(\int _{a}^{b}K_{X}(s,t)e_{j}(t)\,dt\right)\,ds\\&=\lambda _{j}\int _{a}^{b}e_{i}(s)e_{j}(s)\,ds\\&=\delta _{ij}\lambda _{j}\end{aligned}}}
де ми використали факт, що {\displaystyle e_{k}} є власними функціями {\displaystyle T_{K_{X}}} і ортонормовані.
- Тепер покажемо, що збіжність відбувається в {\displaystyle L_{2}}. Нехай

{\displaystyle S_{N}=\sum _{k=1}^{N}Z_{k}e_{k}(t).}
Тоді:
{\displaystyle {\begin{aligned}\mathbf {E} \left[\left|X_{t}-S_{N}\right|^{2}\right]&=\mathbf {E} \left[X_{t}^{2}\right]+\mathbf {E} \left[S_{N}^{2}\right]-2\mathbf {E} \left[X_{t}S_{N}\right]\\&=K_{X}(t,t)+\mathbf {E} \left[\sum _{k=1}^{N}\sum _{l=1}^{N}Z_{k}Z_{\ell }e_{k}(t)e_{\ell }(t)\right]-2\mathbf {E} \left[X_{t}\sum _{k=1}^{N}Z_{k}e_{k}(t)\right]\\&=K_{X}(t,t)+\sum _{k=1}^{N}\lambda _{k}e_{k}(t)^{2}-2\mathbf {E} \left[\sum _{k=1}^{N}\int _{a}^{b}X_{t}X_{s}e_{k}(s)e_{k}(t)\,ds\right]\\&=K_{X}(t,t)-\sum _{k=1}^{N}\lambda _{k}e_{k}(t)^{2}\end{aligned}}}
яка дорівнює 0 за теоремою Мерсера.

## Властивості перетворення Кархунена – Лоева

### Особливий випадок: розподіл Гауса
Оскільки ліміт в середньому спільно гаусівських випадкових величин є спільно гаусівською, а спільно гауссові випадкові (центровані) величини є незалежними, тоді і тільки тоді, коли вони ортогональні, ми також можемо зробити висновок:
Теорема. Змінні Zi мають спільний гаусівський розподіл і є незалежними, якщо процес {\displaystyle \{X_{t}\}} є гаусівським.
У випадку гаусової випадкової величини, змінні Zi є незалежними, ми можемо сказати більше:
{\displaystyle \lim _{N\to \infty }\sum _{i=1}^{N}e_{i}(t)Z_{i}(\omega )=X_{t}(\omega )}

## Лінійне наближення Теорема Кархунена — Лоева
Розглянемо слас сигналів які ми хочемо наблизити за допомогою {\displaystyle M} базисних векторів. Ці сигнали змодельовані як реалізація випадкових векторів {\displaystyle Y[n]} розміром {\displaystyle N}. Для оптимізації апроксимації ми реалізуємо такий базис що зменшить помилку. Ця секція доводить, що найкращий базис це базис Кархунена — Лоева що діагоналізує {\displaystyle Y}. Випадковий вектор {\displaystyle Y} може бути декомпонований в ортонормальний базис
{\displaystyle \left\{g_{m}\right\}_{0\leq m\leq N}}
а саме:
{\displaystyle Y=\sum _{m=0}^{N-1}\left\langle Y,g_{m}\right\rangle g_{m},}
де кожен
{\displaystyle \left\langle Y,g_{m}\right\rangle =\sum _{n=0}^{N-1}{Y[n]}g_{m}^{*}[n]}
це випадкова величина. Наближення перших {\displaystyle M<N} векторів базису є
{\displaystyle Y_{M}=\sum _{m=0}^{M-1}\left\langle Y,g_{m}\right\rangle g_{m}}
Із береження енергії в ортогональному базисі виходить
{\displaystyle \varepsilon [M]=\mathbf {E} \left\{\left\|Y-Y_{M}\right\|^{2}\right\}=\sum _{m=M}^{N-1}\mathbf {E} \left\{\left|\left\langle Y,g_{m}\right\rangle \right|^{2}\right\}}
Це помилка пов'язана з  коваріацією {\displaystyle Y} визначена як
{\displaystyle R[n,m]=\mathbf {E} \left\{Y[n]Y^{*}[m]\right\}}
Для будь-якого вектору {\displaystyle X[n]} ми визначимо  {\displaystyle K} коваріаційний оператор визначений за матрицею,
{\displaystyle \mathbf {E} \left\{\left|\langle Y,x\rangle \right|^{2}\right\}=\langle Kx,x\rangle =\sum _{n=0}^{N-1}\sum _{m=0}^{N-1}R[n,m]x[n]x^{*}[m]}
Помилка {\displaystyle \varepsilon [M]} це сума останніх {\displaystyle N-M} коефіцієнтів коваріаційного оператору
{\displaystyle \varepsilon [M]=\sum _{m=M}^{N-1}{\left\langle Kg_{m},g_{m}\right\rangle }}
Коваріаційний оператор {\displaystyle K} Ермітів і позитивний тому він може бути діагоналізований, в ортогональному базисі який називається базис Кархунена — Лоева. Наступна теорема стверджує, що базис Кархунена — Лоева має найменшу посилку апроксимізації.
Theorem (Оптимальність Кархунена — Лоева базису). Нехай K коваріаційний оператор. Для всіх M ≥ 1, помилка апроксимації
{\displaystyle \varepsilon [M]=\sum _{m=M}^{N-1}\left\langle Kg_{m},g_{m}\right\rangle }
приймає мінімальне значення тоді і тільки тоді
{\displaystyle \left\{g_{m}\right\}_{0\leq m<N}}
це базис Кархунена — Лоева відсортований по зменшенню власних чисел.
{\displaystyle \left\langle Kg_{m},g_{m}\right\rangle \geq \left\langle Kg_{m+1},g_{m+1}\right\rangle ,\qquad 0\leq m<N-1.}

## Приклади

### Вінерівський процес
Існує декілька еквівалентних формулювань процес Вінера яка є узагальненням Броунівського руху.  Тут ми розглядаємо стандартний гаусівський процесс {\displaystyle W_{t}} з коваріаційною функцією
{\displaystyle K_{W}(t,s)=\operatorname {cov} (W_{t},W_{s})=\min(s,t).}
Ми можемо розглядаєио лише інтервал {\displaystyle [a,b]=[0,1]}.
Ми можемо легко порахувати власні вектори, а саме
{\displaystyle e_{k}(t)={\sqrt {2}}\sin \left(\left(k-{\tfrac {1}{2}}\right)\pi t\right)}
і відвідні власні числа
{\displaystyle \lambda _{k}={\frac {1}{(k-{\frac {1}{2}})^{2}\pi ^{2}}}.}
Щоб знайти власні числа та власні інтеграли ми маємо вирішити інтегральні рівняння
{\displaystyle {\begin{aligned}\int _{a}^{b}K_{W}(s,t)e(s)\,ds&=\lambda e(t)\qquad \forall t,0\leq t\leq 1\\\int _{0}^{1}\min(s,t)e(s)\,ds&=\lambda e(t)\qquad \forall t,0\leq t\leq 1\\\int _{0}^{t}se(s)\,ds+t\int _{t}^{1}e(s)\,ds&=\lambda e(t)\qquad \forall t,0\leq t\leq 1\end{aligned}}}
якщо ми продиференціюємо по {\displaystyle t}, то ми отримаємо:
{\displaystyle \int _{t}^{1}e(s)\,ds=\lambda e'(t)}
після другого диференціювання ми отримаємо наступне диференційне рівняння:
{\displaystyle -e(t)=\lambda e''(t)}
Загальний розв'язок диференційного рівняння виглядає так:
{\displaystyle e(t)=A\sin \left({\frac {t}{\sqrt {\lambda }}}\right)+B\cos \left({\frac {t}{\sqrt {\lambda }}}\right)}
{\displaystyle A} і {\displaystyle B} - дві константи, які визначаються з граничних умов. При підставленні {\displaystyle t=0} в інтегральне рівняння ми отримаємо {\displaystyle e(0)=0} з чого також отримаємо {\displaystyle B=0} та, також, при {\displaystyle t=1} перше диференціювання дає {\displaystyle e'(1)=0}:
{\displaystyle \cos \left({\frac {1}{\sqrt {\lambda }}}\right)=0}
з чого ми отримаємо загальний вигляд власних чисел {\displaystyle T_{K_{X}}} are:
{\displaystyle \lambda _{k}=\left({\frac {1}{(k-{\frac {1}{2}})\pi }}\right)^{2},\qquad k\geq 1}
Відповідні власні функції мають вигляд:
{\displaystyle e_{k}(t)=A\sin \left((k-{\frac {1}{2}})\pi t\right),\qquad k\geq 1}
{\displaystyle A} обрана так, щоб нормалізувати {\displaystyle e_{k}}:
{\displaystyle \int _{0}^{1}e_{k}^{2}(t)\,dt=1\quad \implies \quad A={\sqrt {2}}}
Ми отримаємо представлення процесу Вінера
Theorem.  Існує послідовність {\displaystyle \{Z_{i}\}} незалежних Гасових випадкових величин з нульовим середнім та дисперсією 1 так щ
{\displaystyle W_{t}={\sqrt {2}}\sum _{k=1}^{\infty }Z_{k}{\frac {\sin \left(\left(k-{\frac {1}{2}}\right)\pi t\right)}{\left(k-{\frac {1}{2}}\right)\pi }}.}
Треба зауважити що таке представлення дійсне при {\displaystyle t\in [0,1].}  На більших інтервалах інкременти не незалежні. Як сказано в теоремі, збіжність у L2 нормі і рівномірна по  t.

### Броунівський міст
Подібно Броунівський міст {\displaystyle B_{t}=W_{t}-tW_{1}} який є випадковим процесом з коваріацією
{\displaystyle K_{B}(t,s)=\min(t,s)-ts}
може бути представлений як ряд
{\displaystyle B_{t}=\sum _{k=1}^{\infty }Z_{k}{\frac {{\sqrt {2}}\sin(k\pi t)}{k\pi }}}